# Ел-Верджер
Ел-Верджер, Верхель (валенс. El Verger (офіційна назва), ісп. Vergel) — муніципалітет в Іспанії, у складі автономної спільноти Валенсія, у провінції Аліканте. Населення — 4858 осіб (2010).

## Географія
Муніципалітет розташований на відстані близько 360 км на південний схід від Мадрида, 70 км на північний схід від Аліканте.

## Демографія
Динаміка населення (INE ):

## Галерея зображень

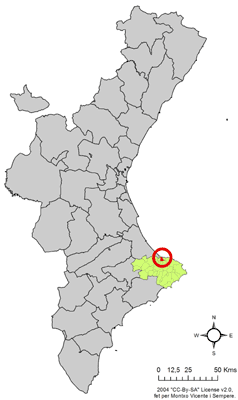
Розташування муніципалітету Ел-Верджер у автономній спільноті Валенсія
Розташування муніципалітету Ел-Верджер у комарці Маріна-Альта
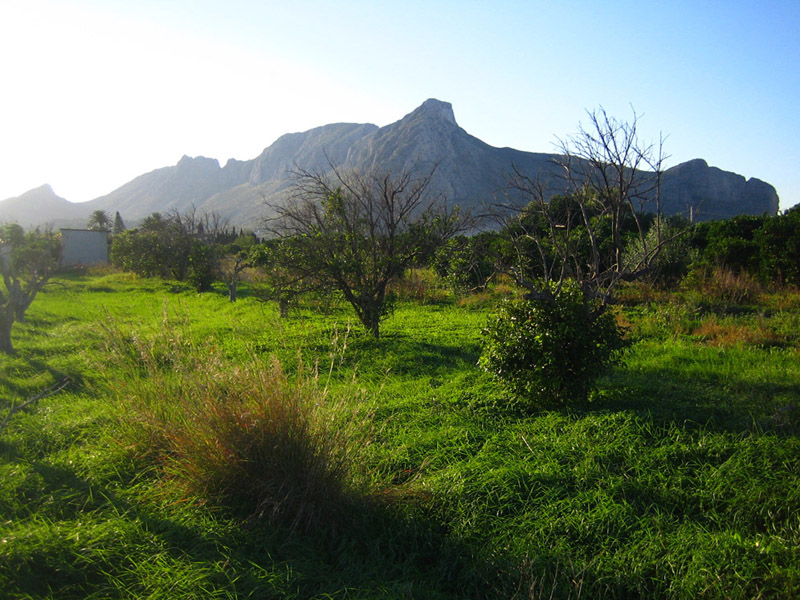
Гора Ла-Сегарія
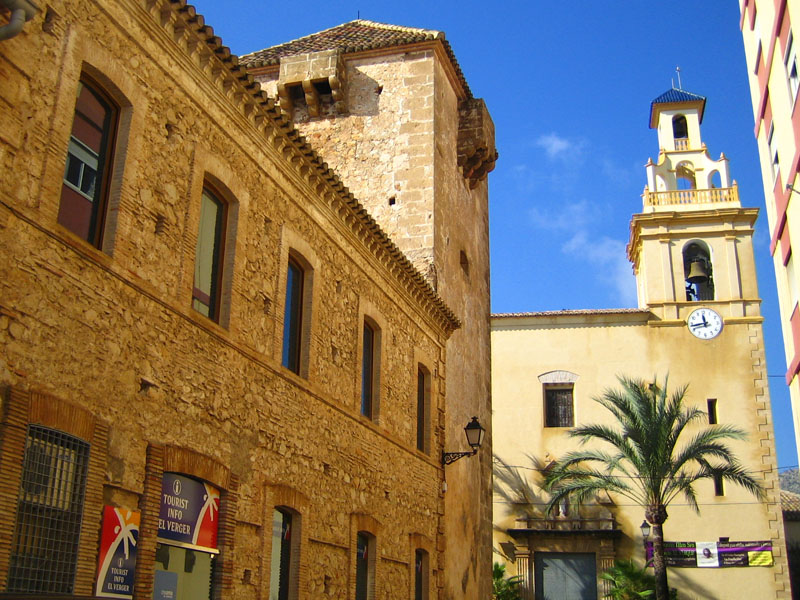
Церква і дзвіниця, Ел-Верджер